# Голонім
Голонім (від грецьк. holos – увесь, цілий) – поняття, яке щодо іншого поняття виражає ціле, базове і вихідне поняття; предмет, який включає в себе інший. Відповідно, назва поняття — голонімія.
Систему цих понять можна передати в такому вигляді: Y – голонім Х, якщо X – частина Y. Наприклад: популяція – голонім щодо поняття «особа»; будинок – голонім щодо поняття «двері»; молекула – голонім щодо «атом»; матриця – голонім щодо «елемент».
Зворотним відношенням до голоніма є меронім.

## Приклади
Наприклад, частиною будинку є дах; будинок — голонім для даху.
Комп'ютер — голонім для монітора.
Автомобіль — голонім для двигуна.

## Антонім
Меронім і голонім — протилежні поняття.